# 慶元戰鬥
慶元戰鬥發生於1924年9月14日，地點則是在中國浙南。是北洋政府時期內戰之一，交戰兩方為孫傳芳之閩贛軍及浙江盧永祥部。戰鬥末了，孫傳芳獲得大勝。